# Teano
Pour la ville antique d'Apulie, voir Teanum Apulum.
Teano est une commune de la province de Caserte en Campanie (Italie).

## Histoire
L'antique Teanum Sidicinum fut la capitale des Sidicins.
- Diocèse de Teano-Calvi.

## Personnalités
- Amasius de Teano (+356), second évêque de la ville, considéré comme Saint par l'Église catholique[2].
- Carlo Lauberg, devenu ensuite Charles Jean Laubert, né à Teano le 8 septembre 1762, mort à Paris le 3 novembre 1834, est un homme politique, révolutionnaire et scientifique italien naturalisé français.

## Monuments
- Cathédrale de Teano

Les travaux pour la construction de la cathédrale sont entrepris en 1050 par l'évêque Guglielmo et terminés en 1116 sous l'égide de l'évêque Pandulfo. Elle comporte trois nefs. Derrière l'arc de triomphe, l'abside est démolie à la suite de l'agrandissement du presbytère. La coupole s'effondre durant la Seconde Guerre mondiale. Le musée diocésain se trouve dans la crypte.

## Administration
| Période                                  | Période       | Identité                  | Étiquette    | Qualité |
| ---------------------------------------- | ------------- | ------------------------- | ------------ | ------- |
| 10 juin 2003                             | 15 avril 2008 | Raffaele Achille Picierno |              |         |
| 15 avril 2008                            | En cours      | Raffaele Achille Picierno | Lista Civica |         |
| Les données manquantes sont à compléter. |               |                           |              |         |

### Hameaux
San Giuliano, Tuoro, Loreto, Soppegna, Ruozzo, Borgo Nuovo, Campo Faio, Torricelle, Grafevola, Orto Ceraso, Santa Croce, Terragnano, Passerelle, San Lieno, Montelucino, Valleranno, Fontana Regina, Casi

### Communes limitrophes
Caianello, Calvi Risorta, Carinola, Francolise, Riardo, Roccamonfina, Rocchetta e Croce, Sessa Aurunca, Vairano Patenora

### Évolution démographique
Habitants recensés

## Annexe